# Lieftinckia kimminsi
Lieftinckia kimminsi är en trollsländeart som beskrevs av Maurits Anne Lieftinck 1963. Lieftinckia kimminsi ingår i släktet Lieftinckia och familjen flodflicksländor. Inga underarter finns listade i Catalogue of Life.